# Kõpu (wieś)
Kõpu − wieś w Estonii, w prowincji Hiuma, w gminie Kõrgessaare. Znajduje się w zachodniej części wyspy Hiuma. W pobliżu znajduje się latarnia morska Kõpu.
W 2012 roku wieś liczyła 43 mieszkańców; w październiku 2010 – 41, w grudniu 2009 – 44.